# قاضی‌اغلو، قسطمونی
قاضی‌اغلو (به ترکی استانبولی: Kadıoğlu) یک منطقهٔ مسکونی در ترکیه است که در قسطمونی واقع شده‌است.